# Dănuț Dobre
Dănuț Dobre (Fetești, 20 de febrero de 1967) es un deportista rumano que compitió en remo.
Participó en los Juegos Olímpicos de Verano, obteniendo dos medallas, plata en Seúl 1988 (dos sin timonel) y plata en Barcelona 1992 (ocho con timonel).
Ganó dos medallas de plata en el Campeonato Mundial de Remo, en los años 1987 y 1991.

## Palmarés internacional
| Juegos Olímpicos   | Juegos Olímpicos       | Juegos Olímpicos | Juegos Olímpicos   |
| Año                | Lugar                  | Medalla          | Prueba             |
| ------------------ | ---------------------- | ---------------- | ------------------ |
| 1988               | Seúl (Corea del Sur)   | Medalla de plata | Dos sin timonel    |
| 1992               | Barcelona (España)     | Medalla de plata | Ocho con timonel   |
| Campeonato Mundial |                        |                  |                    |
| Año                | Lugar                  | Medalla          | Prueba             |
| 1987               | Copenhague (Dinamarca) | Medalla de plata | Dos sin timonel    |
| 1991               | Viena (Austria)        | Medalla de plata | Cuatro con timonel |